# Litoria cooloolensis
Litoria cooloolensis é uma espécie de anfíbio anuros da família Pelodryadidae.
É endêmica à Austrália.
De acordo com a UICN, está classificado como em perigo. A maioria da população se encontra dentro de uma área protegida.

## Morfologia
O dorso desse anfíbio é verde amarelado, salpicado com pontos escuros, e as superfícies ocultas de suas coxas são laranja com uma listra roxa-marrom. O ventre é granulado e de coloração branca.
O L. cooloolensis apresenta locomoção por saltos e, assim como os outros membros do gênero Litoria, possui íris horizontais.

## Taxonomia
Litoria cooloolensis faz parte do grupo espécie L. bicolor, que foi criado para acomodar 7 espécies da região que apresentavam características em comum.
Os outros integrantes do grupo são: Litoria fallax da Austrállia; Litoria bicolor da Austrália e Papua Nova Guiné; Litoria bibonius, Litoria contrastens, Litoria longicrus e Litoria mystax da Papua Nova Guiné.